# اساسینز کرید: دودمان
اساسینز کرید: دودمان (به انگلیسی: Assassin's Creed: Lineage) فیلمی ۳۶ دقیقه‌ای به کارگردانی ایو سیمونو است و بر اساس بازی اساسینز کرید ساخته شده و محصول مشترک کانادا و فرانسه که در ۲۷ اکتبر ۲۰۰۹ اکران شد. این فیلم ۳۶ دقیقه‌ای از سه بخش (اپیزود) تشکیل شده و اسرار و رموز قتل پدر اتزیو، جیووانی آودیتوره دا فیرنزه، را بازگو می‌کند.